# Charles Chadwick (Schriftsteller)
Charles Chadwick CBE (* 31. Juli 1932; † vor oder am 2. Juli 2025) war ein in London lebender britischer Schriftsteller, der 2005 mit 72 Jahren seinen ersten Roman veröffentlichte. Bis 1992 lebte er als Mitarbeiter des British Council in Brasilien, Kanada, Polen, Kenia, Sambia und Nigeria. 
An seinem 930 Seiten starken Erstlingswerk Ein unauffälliger Mann hatte er 30 Jahre geschrieben, ehe es 2005 unter dem Originaltitel It’s All Right Now erschien und in den USA wie Großbritannien großes Aufsehen erregte. Das Buch erzählt die Geschichte des „bedeutungslosen“ ehemaligen Buchhalters Tom Ripple und seiner Familie von den frühen 70er Jahren bis ins Jahr 2001.

## Werke auf Deutsch
- Ein unauffälliger Mann, Luchterhand, 2007, ISBN 978-3-630-87211-7
- Eine zufällige Begegnung, Luchterhand, 2009, ISBN 978-3-630-87290-2
- Brief an Sally, Luchterhand, 2010, ISBN 978-3-630-87328-2.

## Ehrungen und Auszeichnungen
- 1992: Commander of the British Empire